# Januszewo (powiat kościański)
Januszewo – wieś w Polsce położona w województwie wielkopolskim, w powiecie kościańskim, w gminie Kościan.
W pobliżu miejscowości przepływa Kanał Kościański.
Pod koniec XIX wieku w Januszewie było 14 domów i 123 mieszkańców. Pod względem wyznaniowym 98 z nich było katolikami, 21 ewangelikami, a 4 wyznania żydowskiego. W latach 1975–1998 miejscowość należała administracyjnie do województwa leszczyńskiego.
W 2025 roku w Januszewie mieszka 77 osób.